# Talinella albidiflora
Talinella albidiflora är en tvåhjärtbladig växtart som beskrevs av Appleq. Talinella albidiflora ingår i släktet Talinella och familjen Talinaceae. Inga underarter finns listade i Catalogue of Life.